# Bataille d'Athens (1861)
Guerre de Sécession
Batailles
Théâtre oriental
- Virginie-occidentale
- Manassas
  - 1re Bull Run
- 1re Virginie Septentrionale
- Burnside Expedition
- Péninsule
- Sept Jours
  - Gaines's Mill
  - Malvern Hill
- 1re Shenandoah valley
- 2de Virginie Septentrionale
  - 2de Bull Run
- Maryland
  - Antietam
- Fredericksburg
- Tidewater
- Chancellorsville
  - Chancellorsville
- Pennsylvanie
  - Gettysburg
- Bristoe
- Mine Run
- Campagne terrestre
  - Wilderness
  - Spotsylvania
  - Cold Harbor
- Bermuda Hundred
- 2de Shenandoah valley
  - Opequon
  - Cedar Creek
- Petersburg
- 1re Wilmington
- 2de Wilmington
- Appomattox
  - 3e Petersburg
  - Sayler's Creek
  - Appomattox C.H.

Théâtre occidental
- East Kentucky
- Shiloh
  - Fort Henry
  - Fort Donelson
  - Shiloh
- Kentucky
- Raid de Newburgh
  - Perryville
- Stones River
  - Murfreesboro
- Vicksburg
  - Champion Hill
  - Vicksburg
- Raid de Morgan
- Raid de Hines
- Tullahoma
- Chickamauga
- Chattanooga
- Knoxville
- Raid Forrest
- Atlanta
- Franklin-Nashville
- Savannah
- Carolines
  - Bentonville
- Raid de Wilson

Théâtre Trans-Mississippi
- Arizona confédéré
  - 1re Messilla
- Missouri
  - Wilson's Creek
- Territoire indien
- Trail of Blood on Ice
- Nouveau-Mexique
- Boston Mountains
- Pea Ridge
- 1re Texas
- Little Rock
- 2de Texas
- Camden
- Red River
- Raid de Price
- Palmito Ranch

Théâtre du bas littoral et approche du golfe
- Fort Sumter
- Blocus de l'Union
- 1re Bayou Teche
- Mississippi valley
  - Port Hudson
- Charleston
- 2de Bayou Teche
- Mobile Bay
- Mobile

La Bataille d'Athens est une escarmouche entre milices fédérales et Confédérés qui s'est déroulée, le 5 août 1861, dans le nord-est de l'État du Missouri, au bord de la rivière Des Moines. Cet engagement, qui se termina par une victoire de l'Union, est le plus septentrional qui ait eu lieu à l'ouest du Mississippi pendant la guerre de Sécession. C'est également le seul combat de la guerre de Sécession à avoir eu lieu le long de la frontière de l'Iowa.

## Contexte
Les premiers déchirements de la guerre de Sécession avaient trouvé dans le nord-est du Missouri un territoire officiellement neutre, mais profondément divisé entre les partisans de l'Union et ceux de la rébellion. La population du quart nord-est de l'État, en particulier, entre la rivière Missouri et la frontière de l'Ohio, était composée principalement de petits planteurs de tabac et de chanvre venus, une génération plus tôt, du Kentucky, de Virginie et du Tennessee. Ils en avaient apporté leurs coutumes et leurs sympathies esclavagistes, à tel point que ce district était surnommé Little Dixie,.
Les élections de 1860 avaient désigné pour gouverneur Claiborne Fox Jackson, chaud partisan de la cause sécessionniste, qui avait immédiatement entrepris de la favoriser dans son État, en dépit d'une neutralité de façade.
Utilisant des milices de volontaires pour s'opposer aux plans du gouvernement fédéral, Jackson trouva bientôt sur sa route le brigadier-général Nathaniel Lyon, auquel le ministre de la Guerre Simon Cameron avait demandé de mettre un terme aux menaces sécessionnistes.
Des incidents meurtriers entre les deux parties autorisèrent le gouverneur Jackson à officialiser l'existence de la Missouri State Guard, dont il confia le commandement au major-général Sterling Price, avec pour mission officielle de mettre le Missouri à l'abri des envahisseurs.
Cette initiative conduisit les représentants de l'Union, en la personne de William S. Harney, commandant du département de l'Ouest à établir une trêve confirmant la neutralité de l'État (trêve Price-Harney') ce qui valut à Harney d'être désavoué par Lincoln et remplacé par Lyon.
Ce dernier rencontra Jackson et Price le 11 juin 1861 pour examiner la situation et se heurta à l'intransigeance de ses interlocuteurs.
Estimant le conflit ouvert, Lyon entreprit de chasser Jackson, Price, ainsi que le gouvernement légitime de l'État. Après les batailles de Boonville et de Carthage (1861), ceux-ci s'étaient réfugiés dans le sud du Missouri, où ce qui restait de la législature avait établi un gouvernement en exil. Ce dernier proclama une ordonnance de sécession, dont la légitimité fut reconnue par la Confédération.
Pendant ce temps, Lyon, qui s'était emparé de la capitale du Missouri (Jefferson City), y avait fait déclarer vacant le poste du gouverneur et nommer, à la place de Jackson, l'ex-président de la Cour suprême de l'État, Hamilton Rowan Gamble, qui autorisa immédiatement la levée de troupes demandée par Lincoln au bénéfice de l'Union.
Pendant que le Nathaniel Lyon chassait le gouvernement en fuite et combattait les sécessionnistes dans le sud-ouest du Missouri, les milices loyalistes se structuraient sous l'impulsion de William Bishop, un riche négociant qui avait été officiellement nommé, en juin, colonel des volontaires de l'Union, et chargé d'organiser une Home Guard loyaliste dans le nord-est du Missouri. Un de ses lieutenants était David Moore, un vétéran de la guerre du Mexique qui, dans le courant du mois de juillet 1861, avait réuni les miliciens du comté de Clark pour en faire un régiment, le 1st Northeast Missouri Home Guard, dont les hommes l'avaient élu colonel,.
Côté Confédérés, l'arrivée, à la suite du meurtre d'un milicien loyaliste, de renforts fédéraux, avait décidé le colonel Martin E. Green à convoquer le ban et l'arrière-ban de la State Guard dans un camp d'entraînement situé sur la Fabius River, à proximité de Monticello. Il y avait, lui aussi, constitué un régiment (le 1st Cavalry Regiment (2nd Division) de la Missouri State Guard) dont il avait été élu colonel, avec pour lieutenant-colonel Joseph C. Porter et pour major Benjamin W. Shacklett.

Les deux commandants
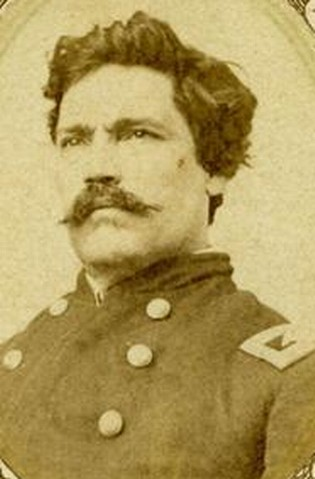
David Moore, commandant la Missouri Home Guard nordiste.
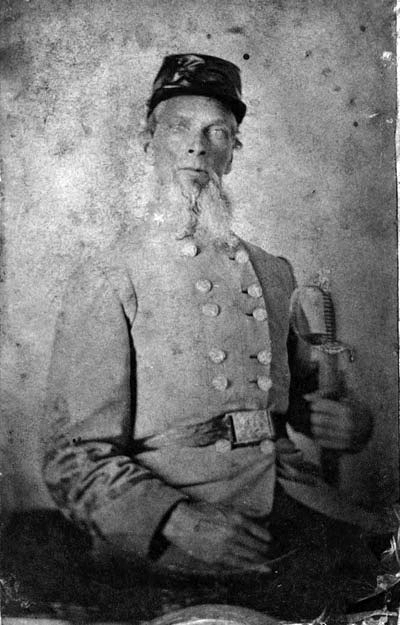
Martin E. Green, commandant la Missouri State Guard confédérée.

Aussi mal équipé que les rebelles auxquels il faisait face, toujours à la recherche d'armes et de munitions pour satisfaire ses troupes, Moore décida de les transporter à Athens, où il pourrait bénéficier du dépôt de ravitaillement de Croton, situé dans l'État voisin de l'Iowa, sur l'autre rive de la rivière Des Moines. Il pensait également y trouver le soutien de la milice de l'Iowa, au cas où les effectifs de la State Guard rebelle deviendraient réellement menaçants.
Le 21 juillet, avant de se replier vers Athens, il décide de frapper la milice confédérée et, avec l'appui de deux compagnies de miliciens (une de l'Illinois et l'autre de l'Iowa), il entre dans le village d'Etna, dans le comté de Scotland, d'où il déloge Shacklett et les cavaliers de la Missouri State Guard. Le 31 juillet 1861, le colonel Green réplique en s'emparant d'Edina, dans le comté de Knox, y mettant en déroute les Home Guards locaux. Il poursuit alors sa route vers les objectifs qu'il s'est fixés : le régiment de Moore et Athens.
Le 4 août, les hommes de Green bivouaquent à une douzaine de kilomètres d'Athens. Pendant que Moore se prépare à être attaqué (ses hommes viennent de recevoir des fusils Springfield à canons rayés) les responsables de plusieurs compagnies donnent à leurs hommes la permission de s'absenter pour rendre visite à leurs familles. Surestimant les effectifs de son adversaire, Moore fait alors appel à Croton et à Keokuk, pour obtenir des renforts, mais ces derniers n'arriveront pas à temps pour participer à l'engagement.

## La bataille
Le 5 août, les rebelles du colonel Green, comptant 2 000 hommes de la State Guard, appuyés par trois canons, tentent d'arracher le contrôle d'Athens aux 500 soldats de la Missouri Home Guard. Vers 5 heures du matin, les sentinelles de Moore l'avertissent de l'avance confédérée. Il sonne alors le rassemblement mais, entre les soldats qui se sont absentés et ceux qui, malades, ont dû être passés à gué de l'autre côté de la rivière, il ne dispose plus que de 333 soldats.
Les forces de Green, très supérieures en nombre, entourent sur trois côtés les forces de l'Union, adossées à la rivière. Le lieutenant-colonel Charles S. Callihan commande l'aile gauche de l'Union. Il se trouve face à la cavalerie du major Shacklett et aux trois pièces d'artillerie commandées par James Kniesley. L'Union est dépourvue d'artillerie, mais la batterie des Confédérés est dépareillée (une pièce de six livres, une de neuf et un canon fait d'un tronc d'arbre évidé) et dotée de munitions pour la plupart improvisées. Le premier tir passe au-dessus des défenseurs, traverse la rivière et touche le dépôt de chemin de fer de Croton. Le second traverse une maison patricienne et finit dans l'eau. Le canon improvisé à partir d'un tronc d'arbre explose dès son premier tir.
Avec l'avancée des Confédérés, la fusillade devient générale. Bien que dépourvue d'artillerie, la petite troupe de Moore est bien mieux armée, sinon entraînée, tandis que les forces de Green, pour la plupart des novices mal équipés et mal formés, doivent se contenter de fusils de chasse.
La Home Guard du capitaine Hackney chasse les rebelles, tandis que Callihan, inquiet de l'avance du major Shacklett, se replie vers la rivière avec une compagnie de cavalerie. Le reste des hommes tiennent leurs positions. La progression des Confédérés marque le pas au moment où, pénétrant dans un champ de maïs, Shacklett est blessé au cou et ses hommes, désemparés, commencent à se retirer. Moore commande alors à sa Home Guard de mettre baïonnettes aux canons et lance la charge, mettant ainsi en déroute la Missouri State Guard et l'artillerie de Kniesley. La plupart des hommes de Moore étant à pied, la poursuite s'arrête rapidement.
Quand les renforts venus de Keokuk et de Croton arrivent à Athens, les rebelles ont commencé une retraite générale.

## Bilan
Au terme de l'engagement, les troupes de Moore sont parvenues à repousser un ennemi supérieur en nombre avec un minimum de pertes. Moore s'empara de 450 chevaux sellés et bridés, de centaines d'armes et d'un chariot plein de sabres.
La défaite démoralisa la State Guard confédérée qui opérait dans le nord-est du Missouri. Elle perdit l'initiative et fut contrainte à fuir pour échapper à la capture.
Après la fin de la guerre, les vétérans sudistes entretinrent l'idée qu'Athens avait été le point le plus au nord qu'aient atteint des forces rebelles. Face à la concurrence opposée par le raid confédéré sur St Albans (octobre 1864, 450 km plus au nord) et celui de John Hunt Morgan dans l'Ohio, les survivants décidèrent de limiter leur revendication à l'ouest du Mississippi.
La ville d'Athens paya un lourd tribut à la guerre de Sécession et le développement du transport ferroviaire qui suivit le conflit porta un coup final à cette ville portuaire. L'État du Missouri entretient le site historique de la bataille d'Athens dans ce qui est désormais une ville fantôme.